# 潮海寺
潮海寺（ちょうかいじ）は静岡県菊川市の大字。

## 地理
菊川市の北部、河城地区の西部に位置する。東で富田、西で堀之内、南で本所及び柳、北で西方と接する。

### 河川
- 菊川

### 字一覧
30以上の字がある（2018年（平成30年）10月16日現在）。
- 杉繩手（すぎなわて）
- 掛下（かけした）
- 下ノ段（したのだん）
- 上ノ段（うえのだん）
- 神田（かんだ）
- 水神（すいじん）
- 井ノ上（いのうえ）
- 原段（はらだん）
- 井田（いだ）
- 白坂（しらさか）
- 堂橋（どうばし）
- 与六（よろく）
- 塩ノ谷（しおのや）
- 清石（きよいし）
- 西谷（にしや）
- 田子谷（たごや）
- 庄司田（しょうじだ）
- 辻堂（つじどう）
- 道清（どうせい）
- 下庄（しもしょう）
- 松之木（まつのき）
- 栗下（くりした）
- 小泉（こいずみ）
- 地下（ちした）
- 柳坪（やなぎつぼ）
- 橋下（はしした）
- 寺尾（てらお）
- 椿ケ谷（つばきがや）
- 弁才天（べんざいてん）
- 法蔵坊（ほうぞうぼう）
- 奥之池（おくのいけ）
- 高法地（こうほうち）
- 木下（きした）
- 柿田（かきた）

## 歴史

### 町名の由来
高野山真言宗 潮海寺から。

### 沿革
- 1889年（明治22年）4月1日 - 町村制の施行により、城東郡潮海寺村が周辺の村と合併し、城東郡河城村となる[WEB 7]。旧村名は河城村の大字として残る[WEB 8]。
- 1896年（明治29年）4月1日 - 郡制の施行により所属郡が小笠郡に変更。
- 1955年（昭和30年）3月31日 – 河城村が菊川町に編入される。
- 1979年（昭和54年） - 潮海寺及び堀之内の各一部から柳（一丁目～三丁目）が新設される[WEB 9]。
- 1980年（昭和55年） - 潮海寺・本所などの各一部から青葉台（一丁目～三丁目）が新設される[WEB 10]。
- 2005年（平成17年）1月17日 – 菊川町が小笠町と新設合併を行い、菊川市となる。

## 施設
- 社会福祉法人育栄会 菊川保育園
- ウエルシア菊川潮海寺店
- 高野山真言宗 潮海寺
- 八坂神社
- 神明神社

## 交通

### バス
- 菊川市コミュニティバス
  - 西方コース：（菊川市立総合病院 方面 - ）きくがわデイサービスぎおんの里 - 潮海寺地区公民館（ - 堀之内公会堂 方面）
  - 倉沢・富田コース：（菊川市立総合病院 方面 - ）きくがわデイサービスぎおんの里 - 潮海寺地区公民館 - 潮海寺仁王門下（ - 上倉沢公会堂 方面）

### 道路
- 静岡県道79号吉田大東線
- 静岡県道235号菊川榛原線

## その他

### 学区
小学校・中学校の学区は以下の通りである。
| 番・番地等 | 小学校             | 中学校               |
| ---------- | ------------------ | -------------------- |
| 全域       | 菊川市立河城小学校 | 菊川市立菊川東中学校 |

### 警察
警察の管轄区域は以下の通りである。
| 番・番地等 | 警察署     | 交番・駐在所 |
| ---------- | ---------- | ------------ |
| 全域       | 菊川警察署 | 菊川駅前交番 |

### WEB
1. ↑  “h02_22.csv”.   総務省 (2022年2月10日). 2025年7月16日閲覧。
2. ↑  “静岡県菊川市 (22224)”.   人文学オープンデータ共同利用センター. 2025年7月16日閲覧。
3. ↑  “静岡県 菊川市 潮海寺の郵便番号 - 日本郵便”.   日本郵便. 2025年7月16日閲覧。
4. ↑  “市外局番の一覧”.   総務省 (2022年3月1日). 2025年7月16日閲覧。
5. ↑  “事業所案内及び管轄地域（事務所3件、分室3件）”.   一般社団法人静岡県自動車会議所. 2025年7月16日閲覧。
6. ↑  “菊川市小字一覧 - 静岡県オープンデータ”.   静岡県 (2018年10月16日). 2025年7月16日閲覧。
7. ↑  “historyofcities.pdf”.   静岡県総務部合併推進室・財団法人静岡県市町村振興協会. 2025年7月16日閲覧。
8. ↑  “解説ページ”.   株式会社エア. 2025年7月16日閲覧。
9. ↑  “解説ページ”.   株式会社エア. 2025年7月16日閲覧。
10. ↑  “解説ページ”.   株式会社エア. 2025年7月16日閲覧。
11. ↑  “菊川市／通学区域一覧”.   菊川市 (2024年4月1日). 2025年7月16日閲覧。
12. ↑  “交番駐在所一覧表｜静岡県警察”.   静岡県警察 (2023年6月12日). 2025年7月16日閲覧。